# Fopius pyknothorax
Fopius pyknothorax är en stekelart som först beskrevs av Fischer 1971.  Fopius pyknothorax ingår i släktet Fopius och familjen bracksteklar. Inga underarter finns listade i Catalogue of Life.